# Pseudotharybis zetlandicus
Pseudotharybis zetlandicus is een eenoogkreeftjessoort uit de familie van de Aetideidae. De wetenschappelijke naam van de soort is voor het eerst geldig gepubliceerd in 1909 door Scott T..